# Аппенцеллер (порода кур)

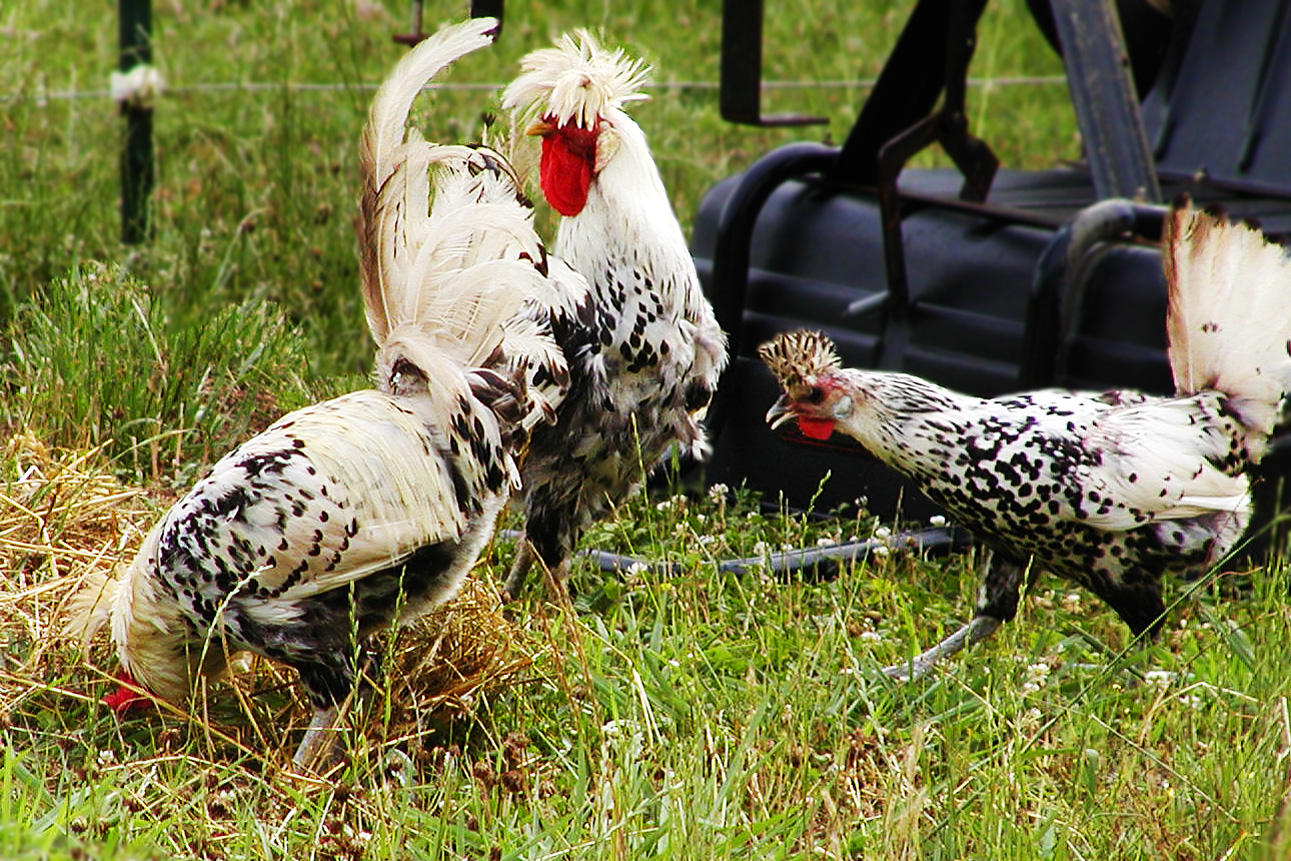
Серебристо-чёрно-крапчатые аппенцеллеры на выгуле.

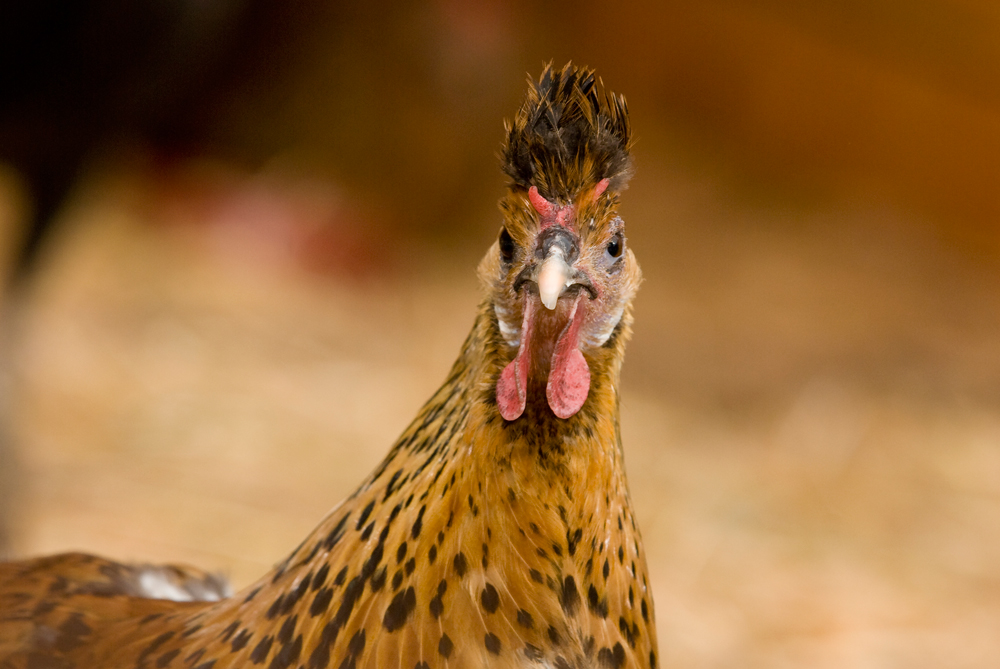
Курица золотисто-чёрно-крапчатой окраски.

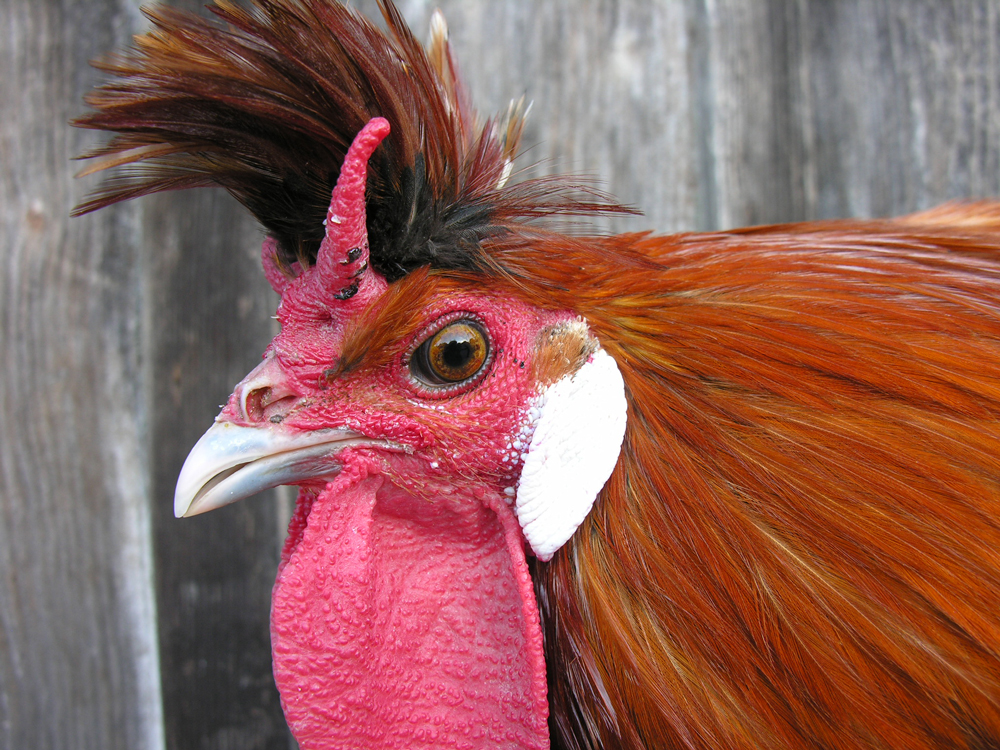
Петух.

Аппенцеллер (нем. Appenzeller, от названия города Аппенцелль) — порода кур родом из Швейцарии, кантон Аппенцелль — Иннерроден. Довольно редкая порода, насчитывающая несколько столетий от своего происхождения.

## Продуктивность
Вес петуха 1,8-2,2 кг, вес кур 1,8-2,0 кг. Яйценоскость 120—150 яиц в год, с белой скорлупой. Минимальная масса инкубационных яиц 55 г.

## Породные особенности
Хохлатые куры с рожковидным гребнем. Окраска чёрная, золотисто-чёрно-крапчатая, серебристо-чёрно-крапчатая. Кладку яиц начинает в 5,5 месяцев.

## Окрасы

### Бородатые аппенцеллеры
- Куропатчатый
- Чёрный
- Голубой с окантоваными перьями

### Хохлатые аппенцеллеры
- Чёрный
- Голубой
- Серебристо-чёрный пятнистый
- Золотисто-чёрный пятнистый
- Светло-коричнево-белый пятнистый